# Silnice II/412
Silnice II/412 je silnice II. třídy, která vede ze Znojma do Dobšic. Je dlouhá 2,9 km. Prochází jedním krajem a jedním okresem.

## Vedení silnice

### Jihomoravský kraj, okres Znojmo
- Znojmo (křiž. I/38, II/413)
- Dobšice (křiž. I/53)